# Sociedade sem classes
Sociedade sem classes refere-se a uma sociedade sem a divisão de classe social. Distinções de riqueza, renda, educação, cultura ou outras que possam surgir numa sociedade, tão só seriam determinadas pela experiência individual, e a realização do indivíduo (no caso do individualismo, por exemplo) não estaria condicionada às determinações de seus marcadores sociais.
Uma vez que estas distinções são difíceis de evitar, os defensores de uma sociedade sem classes, como anarquistas e comunistas, entre outros, propõem vários meios para alcançar e manter isso e anexar graus variados de importância, como um fim de suas filosofias. Os métodos divergem: por exemplo, os comunistas clássicos (como leninistas) buscam, como fim, uma sociedade sem classes, mas para isso é preciso que haja uma sociedade intermediária que permita a transição para o comunismo (onde não haveria mais classes) - isso implica, mesmo que temporariamente, uma negação da sociedade sem classes, já que existiriam diversos setores divididos, como o exército, os burocratas, etc., o que levaria, para a crítica anarquista, à ideia de transição socialista dos comunistas, ao reestabelecimento de uma sociedade de classes, dessa vez diferente da burguesia capitalista.
É importante notar que a ideia de uma "sociedade sem classes" não se refere apenas às ideologias políticas da contemporaneidade, mas também faz parte das utopias clássicas e modernas, como as dos socialistas utópicos.